# Rondell Schützenstraße

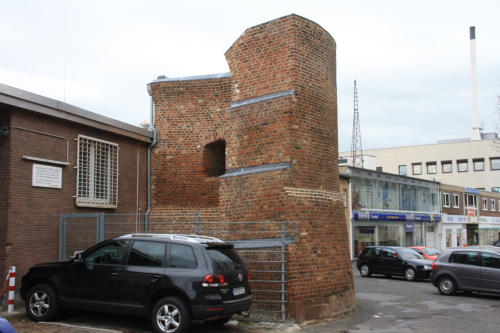
Das Rondell in der Schützenstraße

Das Rondell ist ein Rest der Stadtbefestigung von Düren in Nordrhein-Westfalen.
Der halbrunde Bastionsturm aus Backsteinmauerwerk steht in der Schützenstraße zwischen zwei Geschäften hinter einem Parkplatz.
Der Turm wurde Anfang des 16. Jahrhunderts erbaut und ist Teil der Dürener Stadtbefestigung. Er wurde stark erneuert.
Das Bauwerk ist unter Nr. 1/009 in die Denkmalliste der Stadt Düren eingetragen.